# Sivaganga
Sivaganga (சிவகங்கை en tamoul, शिवगङ्गा en sanskrit) ou Sivagangai, est une ville de l'état du Tamil Nadu en Inde. La ville est la capitale du district de Sivaganga. La ville est située à 48 km de Madurai et à 449 km de la capitale de l’État, Chennai. 
Sa population était de 40 403 habitants en 2011.